# Patagioenas
A Patagioenas a madarak osztályának galambalakúak (Columbiformes) rendjébe és a galambfélék (Columbidae) családjába és a Columbinae alcsaládba tartozó nem.
2001-ben választották le a Columba nemből, (Johnson et al. 2001).

## Rendszerezés
A nembe az alábbi 17 faj tartozik:
- fehérsapkás galamb (Patagioenas leucocephala)
- antillai galamb (Patagioenas squamosa)
- pikkelyes galamb (Patagioenas speciosa)
- Picazuro-galamb (Patagioenas picazuro)
- csupaszszemű galamb (Patagioenas corensis)
- foltos galamb (Patagioenas maculosa)
- sávosfarkú galamb (Patagioenas fasciata)
- araukana galamb (Patagioenas araucana)
- jamaicai galamb (Patagioenas caribaea)
- kopotthasú galamb (Patagioenas cayennensis)
- piroscsőrű galamb (Patagioenas flavirostris)
- perui galamb (Patagioenas oenops)
- rózsáshasú galamb (Patagioenas inornata)
- borgalamb (Patagioenas plumbea)
- bíborgalamb (Patagioenas subvinacea)
- rövidcsőrű galamb (Patagioenas nigrirostris)
- Goodson-galamb (Patagioenas goodsoni)